# Попув-Гловенський
Попув-Гловенський (пол. Popów Głowieński) — село в Польщі, у гміні Гловно Згерського повіту Лодзинського воєводства.
Населення — 155 осіб (2011).

## Демографія
Демографічна структура станом на 31 березня 2011 року:
|          | Загалом | Допрацездатний вік | Працездатний вік | Постпрацездатний вік |
| -------- | ------- | ------------------ | ---------------- | -------------------- |
| Чоловіки | 74      | 13                 | 52               | 9                    |
| Жінки    | 81      | 15                 | 43               | 23                   |
| Разом    | 155     | 28                 | 95               | 32                   |